# Gustave Mesny
Gustave Marie Maurice Mesny (* 28. März 1886 in Le Puy-en-Velay; † 19. Januar 1945 bei Nossen) war ein französischer Général de division im Zweiten Weltkrieg. Mesny wurde in deutscher Kriegsgefangenschaft Opfer eines Kriegsverbrechens.

## Leben
Gustave Mesny nahm als Soldat im Ersten Weltkrieg teil und wurde am 3. August 1916 zum Ritter der Ehrenlegion ernannt. Am 25. Dezember 1929 wurde er zum Offizier und schließlich am 20. Februar 1941 zum Kommandeur der Ehrenlegion ernannt.
1937 wurde er zum Oberst befördert. Mesny befehligte beim Zusammenbruch der französischen Armee während des Westfeldzugs die 5. Nordafrikanische Division. Im Sommer 1940 geriet er in deutsche Kriegsgefangenschaft.
Mesny war während seiner Gefangenschaft wie eine Reihe weiterer französischer Generale auf der Festung Königstein untergebracht. Während dieser Zeit war er unter anderem an der Flucht General Henri Girauds von der Festung beteiligt.
Am 28. Oktober 1944 war der deutsche Generalleutnant Fritz von Brodowski unter weitgehend ungeklärten Umständen in französischer Kriegsgefangenschaft in der Zitadelle von Besançon erschossen worden. Am 8. und 9. November meldeten Radio Londres und die Schweizerische Depeschenagentur, dass der Wehrmachtsgeneral, einer der Verantwortlichen für das Massaker von Oradour, auf der Flucht erschossen worden sei. Seitens der deutschen Führung wurde, ohne die näheren Umstände zu hinterfragen, von einer Revanche für Oradour ausgegangen. Der Vorgang wurde Adolf Hitler mitgeteilt, der daraufhin Vergeltung für die Tötung Brodowskis anordnete.
Daraufhin ließ Generalfeldmarschall Wilhelm Keitel zunächst eine Liste der in Königstein inhaftierten französischen Generale anfertigen, wonach zunächst General De Boisse für die von Hitler geforderte Vergeltung ausgesucht wurde. Die weiteren Planungen wurden dann zwischen drei Behörden, dem Reichssicherheitshauptamt (RSHA), dem Auswärtigen Amt und dem Chef des Kriegsgefangenenwesens (KGW), abgesprochen. Die konkrete Planung übernahm der Stabschef von Gottlob Berger, dem Generalinspekteur des Kriegsgefangenenwesens, Oberst Fritz Meurer. Da mittlerweile eine Geheimhaltung in Bezug auf General De Boisse nicht mehr sichergestellt erschien, wählte Oberst Meurer willkürlich Mesny auf der Liste als Opfer aus.
Ausgeführt wurde die Tat durch zwei Mitglieder der SS (einer davon Heinz Cohrs), die dabei Uniformen der Wehrmacht trugen. Mesny und einige weitere Generale wurden offiziell nach Schloss Colditz verlegt. Mesny wurde von den übrigen Generalen wegen einer vorgetäuschten Autopanne getrennt. Kurz vor Nossen musste Mesny aus dem Auto aussteigen und wurde am Straßenrand von hinten mit einer Maschinenpistolensalve erschossen.
Am 27. Januar 1945 wurde der General auf dem Dresdner Garnisonfriedhof mit militärischen Ehren beerdigt. Am 5. Januar 1947 wurde die Leiche des Generals Mesny auf Wunsch des Vertreters Frankreichs im Alliierten Kontrollrat auf dem Garnisonfriedhof exhumiert und in den französischen Sektor von Berlin überführt. Später wurde er auf dem französischen Nationalfriedhof von Haubourdin umgebettet (Nécropole nationale d'Haubourdin).

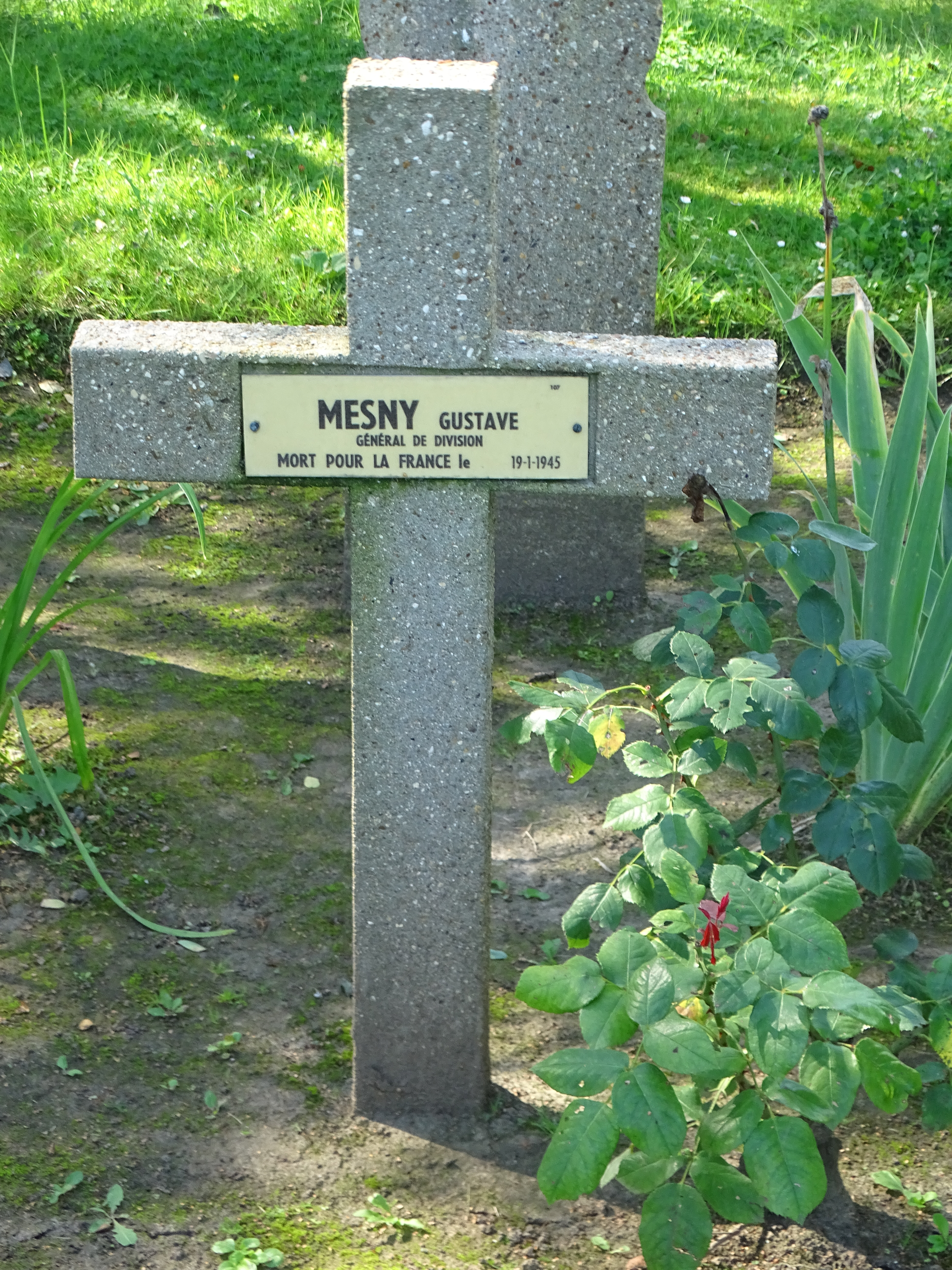
Grab von Gustave Mesny auf dem französischen Nationalfriedhof in Haubourdin

## Einzelbelege
1. ↑  Sebastian Weitkamp: „Mord mit reiner Weste“. Die Ermordung des Generals Maurice Mesny im Januar 1945. In: Timm C. Richter (Hrsg.): Krieg und Verbrechen - Situation und Intention: Fallbeispiele. Martin Meidenbauer Verlag / Peter Lang, München 2006, ISBN 3-89975-080-2, S. 37.
2. ↑  Recherche - Base de données Léonore. Abgerufen am 1. August 2024.
3. ↑  Sebastian Weitkamp: Kopfschuss in der Dämmerung. In: einestages vom 19. November 2008.
4. ↑  Der Militärfriedhof Dresden Albertstadt (Der Nordfriedhof). Militärhistorische Schriften des Arbeitskreises Sächsische Militärgeschichte. Band 6, Dresden 1998, S. 5.

| Personendaten    | Personendaten                                     |
| ---------------- | ------------------------------------------------- |
| NAME             | Mesny, Gustave                                    |
| ALTERNATIVNAMEN  | Mesny, Gustave Marie Maurice (vollständiger Name) |
| KURZBESCHREIBUNG | französischer General im Zweiten Weltkrieg        |
| GEBURTSDATUM     | 28. März 1886                                     |
| GEBURTSORT       | Le Puy-en-Velay                                   |
| STERBEDATUM      | 19. Januar 1945                                   |
| STERBEORT        | bei Nossen                                        |